# Braunschweiger Turn- und Sportverein Eintracht von 1895 1988-1989
Questa voce raccoglie le informazioni riguardanti il Braunschweiger Turn- und Sportverein Eintracht von 1895 nelle competizioni ufficiali della stagione 1988-1989.

## Stagione
Nella stagione 1988-1989 l'Eintracht Braunschweig, allenato da Uwe Reinders, concluse il campionato di 2. Bundesliga al 9º posto. In Coppa di Germania l'Eintracht Braunschweig fu eliminato al primo turno dal Borussia Dortmund.

## Rosa
| N. |                      | Ruolo | Calciatore        |
| -- | -------------------- | ----- | ----------------- |
|    | Germania (bandiera)  | P     | Uwe Hain          |
|    | Germania (bandiera)  | P     | Oliver Lerch      |
|    | Germania (bandiera)  | D     | Bernd Gorski      |
|    | Germania (bandiera)  | D     | Dietmar Koch      |
|    | Germania (bandiera)  | D     | Andreas Kubsda    |
|    | Germania (bandiera)  | D     | Dirk Lellek       |
|    | Germania (bandiera)  | D     | Michael Scheike   |
|    | Germania (bandiera)  | D     | Thomas Schmidt    |
|    | Germania (bandiera)  | D     | Michael Wilke     |
|    | Danimarca (bandiera) | C     | Tommy Christensen |
|    | Germania (bandiera)  | C     | Michael Endrikat  |
|    | Polonia (bandiera)   | C     | Jacek Frąckiewicz |

| N. |                     | Ruolo | Calciatore          |
| -- | ------------------- | ----- | ------------------- |
|    | Germania (bandiera) | C     | Tino Löchelt        |
|    | Germania (bandiera) | C     | Guido Naumann       |
|    | Germania (bandiera) | C     | Peer Posipal        |
|    | Germania (bandiera) | C     | Olaf Rose           |
|    | Germania (bandiera) | C     | Heinz-Günter Scheil |
|    | Germania (bandiera) | A     | Bernd Buchheister   |
|    | Germania (bandiera) | A     | Werner Dreßel       |
|    | Germania (bandiera) | A     | Dirk Holdorf        |
|    | Giappone (bandiera) | A     | Yahiro Kazama       |
|    | Germania (bandiera) | A     | Andreas Pospich     |
|    | Germania (bandiera) | A     | Uwe Reinders        |

## Organigramma societario
Area tecnica
- Allenatore: Uwe Reinders
- Allenatore in seconda: Heinz Patzig, Rainer Zobel
- Preparatore dei portieri:
- Preparatori atletici:

## Calciomercato

### Sessione estiva
| Acquisti | Acquisti          | Acquisti             | Acquisti |
| R.       | Nome              | da                   | Modalità |
| -------- | ----------------- | -------------------- | -------- |
| C        | Guido Naumann     | Darmstadt            |          |
| C        | Tommy Christensen | Vejle                |          |
| C        | Jacek Frąckiewicz | Lechia Danzica       |          |
| A        | Yahiro Kazama     | BV 08 Lüttringhausen |          |
| D        | Dirk Lellek       | Oldenburg            |          |
| C        | Olaf Rose         | Werder Brema II      |          |
| D        | Thomas Schmidt    | Ulma                 |          |

| Cessioni | Cessioni         | Cessioni        | Cessioni |
| R.       | Nome             | a               | Modalità |
| -------- | ---------------- | --------------- | -------- |
| C        | Eduard Buckmaier | Wattenscheid 09 |          |
| D        | Nils Schmäler    | Stoccarda       |          |
| A        | Olaf Schmäler    | Stoccarda       |          |

### Sessione invernale
| Acquisti | Acquisti | Acquisti | Acquisti |
| R.       | Nome     | da       | Modalità |
| -------- | -------- | -------- | -------- |

| Cessioni | Cessioni | Cessioni | Cessioni |
| R.       | Nome     | a        | Modalità |
| -------- | -------- | -------- | -------- |

## Risultati

### 2. Bundesliga

#### Girone di andata
| Meppen 23 luglio 1988, ore 15:00 CEST 1ª giornata | Meppen   | 0 – 0 referto | Eintracht Braunschweig | Hindenburgstadion (7 000 spett.)\| Arbitro: \| Dardenne \| |
| Arbitro:                                          | Dardenne |               |                        |                                                            |

| Arbitro: | Löwer |

|                 |           |             |
| Buchheister 48’ | Marcatori | 75’ Dinauer |

| Arbitro: | Boos |

|                  |           |  |
| Wassmer 55’, 72’ | Marcatori |  |

| Braunschweig 20 agosto 1988, ore 15:00 CEST 4ª giornata | Eintracht Braunschweig | 0 – 0 referto | Fortuna Düsseldorf | Stadion an der Hamburger Straße (9 200 spett.)\| Arbitro: \| Osmers \| |
| Arbitro:                                                | Osmers                 |               |                    |                                                                        |

| Arbitro: | Correll |

|  |           |                 |
|  | Marcatori | 32’ Buchheister |

| Arbitro: | Neumann |

|                             |           |                     |
| Rose 27’ Löchelt 46’ (rig.) | Marcatori | 82’ (rig.) Wójcicki |

| Arbitro: | Steinborn |

|                                    |           |             |
| Löchelt 20’ (rig.) Buchheister 67’ | Marcatori | 32’ Laibach |

| Arbitro: | Pauly |

|                    |           |                 |
| Haub 51’, 55’, 73’ | Marcatori | 65’ Buchheister |

| Arbitro: | Führer |

|                             |           |            |
| Buchheister 32’, 49’ (rig.) | Marcatori | 21’ Trares |

| Arbitro: | Broska |

|           |           |             |
| Holze 33’ | Marcatori | 16’ Löchelt |

| Arbitro: | Kruse |

|                 |           |              |
| Christensen 31’ | Marcatori | 63’ Schlegel |

| Arbitro: | Amerell |

|  |           |                       |
|  | Marcatori | 29’ Lellek 43’ Scheil |

| Arbitro: | Brückner |

|  |           |              |
|  | Marcatori | 64’ Pförtner |

| Arbitro: | Eli |

|  |           |                          |
|  | Marcatori | 28’ Christensen 33’ Rose |

| Braunschweig 5 novembre 1988, ore 15:00 CET 15ª giornata | Eintracht Braunschweig | 0 – 0 referto | Magonza | Stadion an der Hamburger Straße (10 000 spett.)\| Arbitro: \| Löwer \| |
| Arbitro:                                                 | Löwer                  |               |         |                                                                        |

| Arbitro: | Correll |

|                                |           |                    |
| Gerber 38’ (rig.) Gebhardt 44’ | Marcatori | 32’ (rig.) Löchelt |

| Arbitro: | Gangkofer |

|                                        |           |  |
| Naumann 17’ Christensen 56’ Lellek 68’ | Marcatori |  |

| Offenbach am Main 26 novembre 1988, ore 15:00 CET 18ª giornata | Kickers Offenbach | 0 – 0 referto | Eintracht Braunschweig | Stadion am Bieberer Berg (4 000 spett.)\| Arbitro: \| Rubel \| |
| Arbitro:                                                       | Rubel             |               |                        |                                                                |

| Arbitro: | Prengel |

|             |           |           |
| Naumann 76’ | Marcatori | 58’ Majka |

#### Girone di ritorno
| Arbitro: | Lehnardt |

|             |           |            |
| Naumann 21’ | Marcatori | 58’ Thoben |

| Arbitro: | Eli |

|                                     |           |                                       |
| Holzer 24’ Dinauer 42’ Saternus 79’ | Marcatori | 9’ (rig.) Löchelt 13’ Lellek 73’ Rose |

| Arbitro: | Holst |

|             |           |  |
| Holdorf 87’ | Marcatori |  |

| Arbitro: | Steinborn |

|                                                |           |  |
| Walz 44’, 51’ Chaloupka 56’ Demandt 76’ (rig.) | Marcatori |  |

| Arbitro: | Fröhlich |

|  |           |            |
|  | Marcatori | 75’ Wagner |

| Arbitro: | Correll |

|                                   |           |  |
| Baranowski 13’ Pospich 49’ (aut.) | Marcatori |  |

| Arbitro: | Wolf |

|                     |           |          |
| Regenbogen 81’, 90’ | Marcatori | 17’ Rose |

| Arbitro: | Diekert |

|             |           |  |
| Holdorf 85’ | Marcatori |  |

| Arbitro: | Dardenne |

|             |           |                  |
| Blättel 83’ | Marcatori | 46’, 69’ Pospich |

| Arbitro: | Bruch |

|                 |           |  |
| Christensen 88’ | Marcatori |  |

| Arbitro: | Schmidt |

|                      |           |             |
| Geyer 76’ Yeboah 79’ | Marcatori | 11’ Naumann |

| Arbitro: | Führer |

|                 |           |                        |
| Buchheister 90’ | Marcatori | 52’ (aut.) Christensen |

| Arbitro: | Rubel |

|                                  |           |                         |
| Engels 36’ Rehbein 53’ Fuchs 72’ | Marcatori | 28’ Holdorf 56’ Schmidt |

| Arbitro: | Wittke |

|                                                       |           |  |
| Buchheister 3’ Rose 18’ Löchelt 74’ (rig.) Gorski 83’ | Marcatori |  |

| Arbitro: | Kentsch |

|          |           |  |
| Mähn 62’ | Marcatori |  |

| Arbitro: | Mölm |

|         |           |             |
| Rose 4’ | Marcatori | 35’ Scheler |

| Arbitro: | Prengel |

|                                  |           |                      |
| Kontny 17’ Tschiskale 36’ (rig.) | Marcatori | 6’ Wilke 35’ Löchelt |

| Arbitro: | Kruse |

|                        |           |                               |
| Holdorf 4’ Schmidt 15’ | Marcatori | 16’ Kapetanović 80’ Kroninger |

| Arbitro: | Weber |

|                          |           |  |
| Remark 24’ Schweizer 34’ | Marcatori |  |

### Coppa di Germania
| Arbitro: | Birlenbach |

|                                                   |           |  |
| Storck 15’, 65’ Möller 30’, 75’ Zorc 49’ Mill 74’ | Marcatori |  |

## Statistiche

### Statistiche di squadra
| Competizione      | Punti | In casa | In casa | In casa | In casa | In casa | In casa | In trasferta | In trasferta | In trasferta | In trasferta | In trasferta | In trasferta | Totale | Totale | Totale | Totale | Totale | Totale | DR |
| Competizione      | Punti | G       | V       | N       | P       | Gf      | Gs      | G            | V            | N            | P            | Gf           | Gs           | G      | V      | N      | P      | Gf     | Gs     | DR |
| ----------------- | ----- | ------- | ------- | ------- | ------- | ------- | ------- | ------------ | ------------ | ------------ | ------------ | ------------ | ------------ | ------ | ------ | ------ | ------ | ------ | ------ | -- |
| 2. Bundesliga     | 38    | 19      | 8       | 9       | 2       | 24      | 13      | 19           | 4            | 5            | 10           | 19           | 30           | 38     | 12     | 14     | 12     | 43     | 43     | 0  |
| Coppa di Germania | -     | 0       | 0       | 0       | 0       | 0       | 0       | 1            | 0            | 0            | 1            | 0            | 6            | 1      | 0      | 0      | 1      | 0      | 6      | -6 |
| Totale            | 38    | 19      | 8       | 9       | 2       | 24      | 13      | 20           | 4            | 5            | 11           | 19           | 36           | 39     | 12     | 14     | 13     | 43     | 49     | -6 |

### Andamento in campionato
| Giornata  | 1  | 2  | 3  | 4  | 5  | 6 | 7 | 8 | 9 | 10 | 11 | 12 | 13 | 14 | 15 | 16 | 17 | 18 | 19 | 20 | 21 | 22 | 23 | 24 | 25 | 26 | 27 | 28 | 29 | 30 | 31 | 32 | 33 | 34 | 35 | 36 | 37 | 38 |
| --------- | -- | -- | -- | -- | -- | - | - | - | - | -- | -- | -- | -- | -- | -- | -- | -- | -- | -- | -- | -- | -- | -- | -- | -- | -- | -- | -- | -- | -- | -- | -- | -- | -- | -- | -- | -- | -- |
| Luogo     | T  | C  | T  | C  | T  | C | C | T | C | T  | C  | T  | C  | T  | C  | T  | C  | T  | C  | C  | T  | C  | T  | C  | T  | T  | C  | T  | C  | T  | C  | T  | C  | T  | C  | T  | C  | T  |
| Risultato | N  | N  | P  | N  | V  | V | V | P | V | N  | N  | V  | P  | V  | N  | P  | V  | N  | N  | N  | N  | V  | P  | P  | P  | P  | V  | V  | V  | P  | N  | P  | V  | P  | N  | N  | N  | P  |
| Posizione | 13 | 10 | 16 | 17 | 10 | 7 | 5 | 8 | 8 | 7  | 7  | 6  | 8  | 6  | 6  | 7  | 6  | 7  | 6  | 7  | 7  | 5  | 7  | 8  | 9  | 10 | 10 | 8  | 8  | 9  | 9  | 10 | 9  | 10 | 9  | 9  | 9  | 9  |

Legenda:

Luogo: C = Casa; T = Trasferta. Risultato: V = Vittoria; N = Pareggio; P = Sconfitta.

### Statistiche dei giocatori
| Giocatore      | 2. Bundesliga | 2. Bundesliga | 2. Bundesliga | 2. Bundesliga | Coppa di Germania | Coppa di Germania | Coppa di Germania | Coppa di Germania | Totale   | Totale | Totale      | Totale     |
| Giocatore      | Presenze      | Reti          | Ammonizioni   | Espulsioni    | Presenze          | Reti              | Ammonizioni       | Espulsioni        | Presenze | Reti   | Ammonizioni | Espulsioni |
| -------------- | ------------- | ------------- | ------------- | ------------- | ----------------- | ----------------- | ----------------- | ----------------- | -------- | ------ | ----------- | ---------- |
| B. Buchheister | 28            | 8             | 5             | 1             | 1                 | 0                 | 0                 | 0                 | 29       | 8      | 5           | 1          |
| T. Christensen | 22            | 4             | 0             | 0             | 1                 | 0                 | 0                 | 0                 | 23       | 4      | 0           | 0          |
| W. Dreßel      | 8             | 0             | 0             | 0             | 0                 | 0                 | 0                 | 0                 | 8        | 0      | 0           | 0          |
| M. Endrikat    | 1             | 0             | 0             | 0             | 0                 | 0                 | 0                 | 0                 | 1        | 0      | 0           | 0          |
| J. Frąckiewicz | 0             | 0             | 0             | 0             | 0                 | 0                 | 0                 | 0                 | 0        | 0      | 0           | 0          |
| B. Gorski      | 30            | 1             | 5             | 0             | 1                 | 0                 | 0                 | 0                 | 31       | 1      | 5           | 0          |
| U. Hain        | 38            | 0             | 1             | 0             | 1                 | 0                 | 0                 | 0                 | 39       | 0      | 1           | 0          |
| D. Holdorf     | 21            | 4             | 1             | 0             | 1                 | 0                 | 0                 | 0                 | 22       | 4      | 1           | 0          |
| Y. Kazama      | 15            | 0             | 6             | 0             | 1                 | 0                 | 0                 | 0                 | 16       | 0      | 6           | 0          |
| D. Koch        | 2             | 0             | 0             | 1             | 0                 | 0                 | 0                 | 0                 | 2        | 0      | 0           | 1          |
| A. Kubsda      | 11            | 0             | 0             | 0             | 0                 | 0                 | 0                 | 0                 | 11       | 0      | 0           | 0          |
| D. Lellek      | 30            | 3             | 4             | 0             | 0                 | 0                 | 0                 | 0                 | 30       | 3      | 4           | 0          |
| O. Lerch       | 0             | 0             | 0             | 0             | 0                 | 0                 | 0                 | 0                 | 0        | 0      | 0           | 0          |
| T. Löchelt     | 35            | 7             | 8             | 0             | 1                 | 0                 | 0                 | 0                 | 36       | 7      | 8           | 0          |
| G. Naumann     | 25            | 4             | 3             | 0             | 0                 | 0                 | 0                 | 0                 | 25       | 4      | 3           | 0          |
| P. Posipal     | 32            | 0             | 4             | 0             | 1                 | 0                 | 0                 | 0                 | 33       | 0      | 4           | 0          |
| A. Pospich     | 30            | 2             | 4             | 0             | 1                 | 0                 | 0                 | 0                 | 31       | 2      | 4           | 0          |
| U. Reinders    | 0             | 0             | 0             | 0             | 0                 | 0                 | 0                 | 0                 | 0        | 0      | 0           | 0          |
| O. Rose        | 38            | 6             | 1             | 0             | 1                 | 0                 | 0                 | 0                 | 39       | 6      | 1           | 0          |
| M. Scheike     | 22            | 0             | 5             | 0             | 1                 | 0                 | 1                 | 0                 | 23       | 0      | 6           | 0          |
| H. Scheil      | 37            | 1             | 5             | 0             | 1                 | 0                 | 0                 | 0                 | 38       | 1      | 5           | 0          |
| T. Schmidt     | 32            | 2             | 7             | 0             | 1                 | 0                 | 0                 | 0                 | 33       | 2      | 7           | 0          |
| M. Wilke       | 32            | 1             | 1             | 1             | 0                 | 0                 | 0                 | 0                 | 32       | 1      | 1           | 1          |